# 縱橫諜海：潘朵拉計劃
《湯姆·克蘭西之縱橫諜海：潘朵拉計劃》（中国大陆官方译为），原定名稱為暗影襲擊（英語：Shadow Strike），是縱橫諜海系列的第二款遊戲，於2004年由上海育碧开发，在發行的同時，育碧蒙特婁工作室正在開發第三部作品《縱橫諜海：混沌理論》。這部遊戲與前作相差不大，雖然看似資料片，不過官方宣稱這是他們的第二部正式作品。
山姆·費雪的配音員是邁克爾‧艾恩賽德，而山姆的上司蘭伯特是在《24小時反恐任務》中飾演大衛·帕默的丹尼斯·黑斯伯特。

## 遊戲介紹

### 單人遊戲
這部遊戲與前作不同的，就是醫藥箱不在隨處可得、隨時可用的道具，你必須要放置醫藥箱的櫃子去補血。另外山姆的滅音手槍新增加了雷射瞄準器，即使在移動的途中也可以順利打中敵人。

動作方面，山姆在搬運昏倒或是被擊斃的敵人時，遇到門時，可以直接開門，不用放下敵人。也可以在懸吊在上方的時候射擊，另外山姆可以使用特殊動作，一種是，可以快速穿越門道而不會被發現，另外一種是劈腿跳，這可以幫助山姆攀上高處。

### 劇情
在2006年3月，美國在新獨立的東帝汶建立軍事基地，以協助東帝汶軍隊對抗印尼反分裂遊擊隊民兵。這些民兵中最有名的是達拉·丹·多亞（Darah Dan Doa，英文：Blood and Prayer），由具有超高人氣的蘇哈迪·薩多諾領軍。
薩多諾曾受CIA培訓，幫助對抗該地區的共產主義，但對美國支援東帝汶和涉嫌干涉印尼主權感到不滿。薩多諾策動了一起自殺炸彈攻擊，並對美國駐帝力大使館發動繼續攻擊，綁架了多名美國軍事和外交人員，包括山姆·費舍爾的老友和戰友道格拉斯·薛特蘭。
同時，費舍爾被派遣潛入大使館，收集關於達拉·丹·多亞的情報。費舍爾成功完成任務，大使館被美國陸軍特種部隊收復。薩多諾逃脫，美國在印尼領土上展開軍事行動，試圖追緝他，引起印尼政府抗議，因為他們正在保護薩多諾。
費舍爾發現薩多諾、一位只知道網名為「mortified_penguin」的人和巴黎的一家冷凍實驗室之間有關聯。他潛入該實驗室，同時「mortified_penguin」僱傭的敘利亞和法國雇傭兵襲擊該實驗室，試圖奪取ND133容器；這些獨立的冷凍容器用於運輸和儲存人類大腦。在前往尼斯的火車上，費舍爾發現「mortified_penguin」實際上是前CIA特工諾曼·索斯。
索斯正前往耶路撒冷為薩多諾的「保險政策」取得某樣東西，費舍爾潛入該城市，以找出ND133容器的用途。在耶路撒冷，費舍爾與一名新國家保安局（Shin Bet）臥底特務見面，後者透露索斯來此向敘利亞雇傭兵購買生物武器。在費舍爾拿到ND133後，Shin Bet背叛了他，打算為自己搶到生物武器，但費舍爾成功擊退或逃避了以色列特務。
費舍爾得知薩多諾策劃了一個名為「潘朵拉明日」的陰謀，將一系列裝有天花病毒的ND133生物炸彈放在美國本土。每隔24小時，薩多諾對每個炸彈攜帶者進行加密通話，以延遲病毒的釋放。如果他被殺或拘留，病毒將被釋放，數百萬美國人將喪命。因為薩多諾正身處戰鬥第一線，美國無法冒險直接殺死他，只好撤回其部隊。
為防止薩多諾利用這種情況，費舍爾被派遣潛入達拉·丹·多亞據點，找出天花炸彈的位置，以便捉拿薩多諾。在這一過程中，他得到了薛特蘭及其私人軍事公司Displace International的協助。費舍爾找到炸彈的位置，Shadownet間諜被派遣解除它們。在炸彈被拆除後，國安局第三梯隊決定活捉薩多諾，而非暗殺他，因為費舍爾在2004年底暗殺前格魯吉亞總統尼古拉澤時引起了一些問題。
雖然費舍爾成功抓到了薩多諾，但第三梯隊得知索斯已取得最後一個裝有天花病毒的ND133，打算在洛杉磯國際機場引爆它。索斯的動機並非出於印尼，而是多年前失去一條腿的背叛感，他打算向美國復仇。費舍爾潛入機場，幹掉索斯和他的恐怖分子團伙，這些人偽裝成機場工作人員和保安人員，並阻止了最後一個裝有天花病毒的ND133的引爆。費舍爾偽裝成維修工，將ND133放在兩名警察身後。警察幾乎立刻注意到該裝置，隨後疏散了機場。洛杉磯警察局的炸彈小組被召集進行對該裝置的控制爆破，由一輛裝甲加固的自動化車輛完成。

## 評價
| 汇总媒体     | 得分                                |
| ------------ | ----------------------------------- |
| GameRankings | 85.28%(PC) 86.74%(PS2) 92.20%(XBOX) |
| Metacritic   | 87(PC)                              |

| 媒体             | 得分          |
| ---------------- | ------------- |
| ActionTrip       | 8.2 out of 10 |
| GameSpot         | 9.1 out of 10 |
| GameSpy          | [ 9 ]         |
| GameZone         | 9.7 out of 10 |
| IGN              | 9.5 out of 10 |
| Game Chronicles  | 9.5 out of 10 |
| Game Over Online | 93%           |
| VideoGamer       | 8 out of 10   |

VideoGamer給予8分（滿分10分）的評價，他們讚許多人遊戲與支援5.1聲道，但他認為單人遊戲的走向還是太線性化。